# Synod w Łowiczu
Synod w Łowiczu – synod kontrreformacyjny zwołany przez prymasa Mikołaja Dzierzgowskiego do Łowicza jesienią 1556 roku, przeprowadzony pod przewodnictwem przebywającego wtedy w Polsce nuncjusza i legata papieskiego Luigiego Lippomano, z udziałem bpa Stanisława Hozjusza.

## Obrady synodu
Synod odbył się 6 września 1556 roku. Uchwalono na nim opracowane przez Lippomano „Formuły wiary", wzorowane na uchwałach uniwersytetu w Louvanium. Formuły te odrzucały postulaty zgłaszane przez polskich zwolenników reformacji i odmawiały świeckim komunii pod obiema postaciami, nakazywały klękanie przed obrazami świętych, wiarę w czyściec, oraz inne tradycyjne zwyczaje katolickie. Domagano się też likwidacji szkół różnowierczych i zakazu posyłania młodzieży z Polski na uniwersytety zagraniczne. Formuły ogłoszono w polskich kościołach katolickich do ścisłego ich przestrzegania, a pełny tekst wydano pod tytułem: Formulae fidei traditiae in synodo provinciali, quae Lovitii In Polonia celebrata est anno 1556.
Uchwalone na tym synodzie formuły były krytykowane ze względu na punkt 14 zaprzeczający konieczności wiary w odpuszczenie grzechów dzięki zasługom Chrystusa:

Wiara, która napełnia kogoś głębokim przekonaniem, że przez zasługi Chrystusa odpuszczone zostały jego grzechy i że posiądzie żywot wieczny nie ma żadnego potwierdzenia w Piśmie św., a nawet mu się sprzeciwia.

## Potępienie tzw. świętokradców
Na synodzie potępiono i uznano za winnych straconych wcześniej w Sochaczewie: ubogą szlachciankę, luterankę Dorotę Łażęcką (spalona żywcem na stosie 1 czerwca 1556 roku) oraz trzech innych Żydów, którym Łażęcka rzekomo wydała potajemnie hostię, którą Żydzi mieli nakłuwać i z której wyciekła butelka krwi.